# 스콧 코플랜드
스콧 리스트 코플랜드 (영어: Scott Reast Copeland, 1987년 12월 15일~)은  미국의 전직 야구 선수이다.

## 미국 프로야구 시절
2010년 볼티모어 오리올스에 입단했으나, 2012년에 방출되었다. 이후 토론토 블루제이스에 자유계약으로 복귀했다.

## 한국 프로야구 시절

### LG 트윈스시절
땅볼 유도형 투수이다. 밑으로 떨어지는 공을 많이 던지다보니 볼넷이 많은 게 흠이다. 초반 상당히 부진한 모습을 보였고 몇 경기를 치르면서 적응해 나가는 모습을 보이는 듯했으나 결국 7월에 방출되었다. 2016 시즌 13경기에 등판해 2승 3패, 평균자책점 5.54를 기록하였다. 그의 대체 투수로 데이비드 허프가 영입되었다. 그는 방출 이후 토론토 블루제이스와 마이너 계약을 맺었다.

## 미국 프로야구 복귀
2016년에 마이애미 말린스로 복귀했다.